# Meteorus longicaudis
Meteorus longicaudis är en stekelart som först beskrevs av Julius Theodor Christian Ratzeburg 1848.  Meteorus longicaudis ingår i släktet Meteorus och familjen bracksteklar. Inga underarter finns listade i Catalogue of Life.